# Besuch auf einem kleinen Planeten
Besuch auf einem kleinen Planeten (Alternativtitel: Jerry, der Astronauten-Schreck; Originaltitel: Visit to a Small Planet) ist eine US-amerikanische Science-Fiction-Komödie von Norman Taurog aus dem Jahr 1960. In dem von Hal B. Wallis für die Paramount Pictures produzierten Spielfilm sind Jerry Lewis, Joan Blackman, Earl Holliman und Fred Clark in den Hauptrollen zu sehen. Das Drehbuch basiert auf einer TV-Produktion und einem späteren Broadway-Theaterstück von Gore Vidal. Die Erstaufführung in Deutschland fand am 28. November 1960 statt.

## Handlung
Der vom Planeten X-47 stammende Außerirdische Kreton ist aufgrund seiner Tollpatschigkeit ein Dorn im Auge seines Lehrers Delton. Entgegen dessen ausdrücklicher Instruktion reist Kreton zum Planeten Erde, um den Amerikanischen Bürgerkrieg direkt vor Ort studieren zu können. Kreton verrechnet sich jedoch um fast 100 Jahre und landet stattdessen im Jahr 1960 in unmittelbarer Nähe des Familiensitzes der bekannten Fernsehpersönlichkeit Major Roger Putnam Spelding. Dieser ist ein erklärter Gegner der zu dieser Zeit in den USA grassierenden UFO-Hysterie. Kreton platzt in die Vorbereitungen auf ein Kostümfest, das die Familie Spelding in Kleidung der Bürgerkriegszeit besuchen möchte. So wird ihm sein Irrtum erst klar, als er vor dem Fernseher im Haus sitzt und in der laufenden Sendung zu vermeintlichen UFO-Sichtungen seinen Gastgeber wiedererkennt. Er gibt sich daraufhin als Außerirdischer zu erkennen und verblüfft die Familie Spelding mit seinen telekinetischen Fähigkeiten. So kann er die Gedanken anderer lesen und hörbar machen, ein Kraftfeld um sich errichten, das jeden Körperkontakt vermeidet, Gegenstände schweben und fliegen und den Familienhund sprechen lassen.
Da er sich als liebenswürdig erweist, kann er bei der Familie Spelding bleiben, auch wenn dies nicht ohne Probleme bleibt: So muss Kreton die Versuche des neugierigen Nachbarn Bob Mayberry vereiteln, der ihn seit der Landung des UFOs ständig zu fotografieren versucht. Auch stört er das Liebesleben der Familientochter Ellen und deren Verlobten Conrad. Zunächst ist er lediglich vom Balzritual der Menschen fasziniert, da seine Spezies Körperkontakt und Fortpflanzung abgeschafft hat. Doch im Laufe der Zeit verliebt sich Kreton in Ellen. Als diese mit Conrad durchbrennt und Kreton dies nicht hinnehmen will, greift dessen Lehrer Delton – der das Treiben seines Schülers auf Erden vom Weltraum aus beobachtet – ein und lässt ihn spüren, was es heißt, ein Mensch zu sein. So werden Kretons schlüpfrige Gedanken über Ellen hörbar, was deren frisch gebackenen Ehemann Conrad handgreiflich werden lässt. Ohne sein Kraftfeld ist Kreton jedoch gegen die Schläge seines Kontrahenten machtlos und er erlebt erstmals körperlichen Schmerz. Da er nun schutzlos ist, kann Nachbar Bob ihn zudem endlich bei den Behörden anzeigen. Kreton flüchtet in eine Scheune, die kurz darauf von der Polizei umstellt ist. Trotzdem gelingt ihm die Flucht zu seinem UFO, wo bereits sein Lehrer Delton auf ihn wartet, um mit ihm unbeschadet die Erde zu verlassen. Dass der Besuch folgenlos bleibt, ist aber auch Major Spelding zu verdanken. Dieser erklärt dem ankommenden Militär, dass es so etwas wie Außerirdische nicht gibt.

## Produktion
Das Drehbuch basiert auf einem Stück von Gore Vidal, das dieser für eine im Jahr 1955 ausgestrahlte TV-Produktion schrieb. Zwei Jahre später debütierte das Stück auch am Broadway. Im Februar 1959 kaufte Produzent Hal B. Wallis die Rechte des Stücks. Zu dieser Zeit sah Hallis entweder Jerry Lewis, Alec Guinness oder Danny Kaye für die Hauptrolle einer Leinwandadaption vor. Im Gegensatz zum Film enthielt das von Vidal geschriebene Stück einen deutlichen Anti-Kriegs-Kommentar.
Die Schauspielerin Donna Douglas wurde mit diesem Film in Verbindung gebracht, war darin letztlich aber nicht zu sehen.
Die Dreharbeiten fanden vom 28. April 1959 bis Juli 1959 statt.
Im Film kommt in der Szene im Beatnik-Club das Lied Desdemona’s Lament zum Einsatz. Dieses wurde vom bekannten Songwriter-Team Doc Pomus und Mort Shuman geschrieben. Lewis tanzt in der Szene mit der von Barbara Bostock gespielten Desdemona. Am Schlagzeug der Beatnik-Band ist der berühmte Jazz-Schlagzeuger Buddy Rich zu sehen.
Im Film wird, wie auch in der Lewis-Komödie Der Babysitter von 1958, die fiktive Zigarettenmarke SUPERBO beworben. 
Dies war der letzte Film für Jerry Lewis unter seinem langjährigen Film-Kontrakt mit Hal B. Wallis, der dabei mithalf Lewis’ Filmkarriere zu starten. Hiernach arbeiten Wallis und Lewis noch einmal für den im Jahr 1965 erschienenen Film Boeing Boeing zusammen.

## Synchronisation
Die deutsche Synchronbearbeitung entstand 1960 in den Ateliers der Berliner Synchron GmbH in Berlin.
| Rolle                            | Darsteller                           | Synchronsprecher      |
| -------------------------------- | ------------------------------------ | --------------------- |
| Kreton                           | Jerry Lewis                          | Horst Gentzen         |
| Ellen Spelding                   | Joan Blackman                        | Renate Küster         |
| Conrad                           | Earl Holliman                        | Wolfgang Gruner       |
| Major Roger Putnam Spelding      | Fred Clark                           | Siegfried Schürenberg |
| Delton                           | John Williams                        | unbekannt             |
| George Abercrombie               | Jerome Cowan                         | Curt Ackermann        |
| Bob Mayberry                     | Gale Gordon                          | Walther Suessenguth   |
| Rheba Spelding                   | Lee Patrick                          | unbekannt             |
| Melnick                          | Edward G. Robinson junior            | Wolfgang Draeger      |
| Hund 'Rex' (im Original: 'Rags') | Skippy (Original-Sprecher unbekannt) | Harry Wüstenhagen     |
| SUPERBO-Werbesprecher            | Richard Lane                         | Erich Fiedler         |

Der Film erschien in der deutschen Synchron-Fassung auf den folgenden Medien:
- Super-8:
  - Verleih UFA ATB Büscher-Film (360 Meter Gesamtfilm, Best.-Nr.: 435, 436 & 437) unter dem Titel Jerry, der Astronauten-Schreck / Jerry, der Astronautenschreck (Titel der Rollen 436: Jerry, der Supermann / 437: Dieser Bursche ist unschlagbar)
- DVD (Einzel-DVDs):
  - Verleih Savoy / Sunfilm (2008) unter dem Titel Besuch auf einem kleinen Planeten (eingeblendeter Titel: Jerry, der Astronauten-Schreck)
  - Verleih Intergroove Media GmbH (2014) unter dem Titel Jerry, der Astronauten-Schreck

## Rezeption
Das Lexikon des internationalen Films bewertet den Film als „utopische Komödie um den Besuch ‚Fliegender Untertassen‘ auf der Erde“ und stellt die „grellen Gags“ und „amüsanten Tricksequenzen“ heraus.

## Auszeichnungen
Hal Pereira, Walter Tyler, Sam Comer und Arthur Krams wurden für diesen Film im Jahr 1961 für den Oscar in der Kategorie Bestes Szenenbild in einem Schwarz-Weiß-Film nominiert.